# عبد اللطيف القحطاني
عبد اللطيف القحطاني هو لاعب قاذف الرمح سعودي الجنسية شارك في الالعاب الأولمبية. ومثل بلده في رمي الرمح للرجال في دورة الالعاب الاولمبية الصيفية لعام 1972. كانت مسافة 53.06 في التصفيات.

## وصلات خارجية
- عبد اللطيف القحطاني على موقع أوليمبيديا (الإنجليزية)